# Hemyda aurata
Hemyda aurata là một loài ruồi trong họ Tachinidae.